# Persac
Persac – miejscowość i gmina we Francji, w regionie Nowa Akwitania, w departamencie Vienne.
Według danych na rok 1990 gminę zamieszkiwało 826 osób, a gęstość zaludnienia wynosiła 14 osób/km² (wśród 1467 gmin regionu Poitou-Charentes, Persac plasuje się na 373. miejscu pod względem liczby ludności, natomiast pod względem powierzchni na miejscu 19.).